# Pteris paucinervata
Pteris paucinervata là một loài thực vật có mạch trong họ Pteridaceae. Loài này được Fée miêu tả khoa học đầu tiên năm 1857.